# Pfarrkirche Winklarn

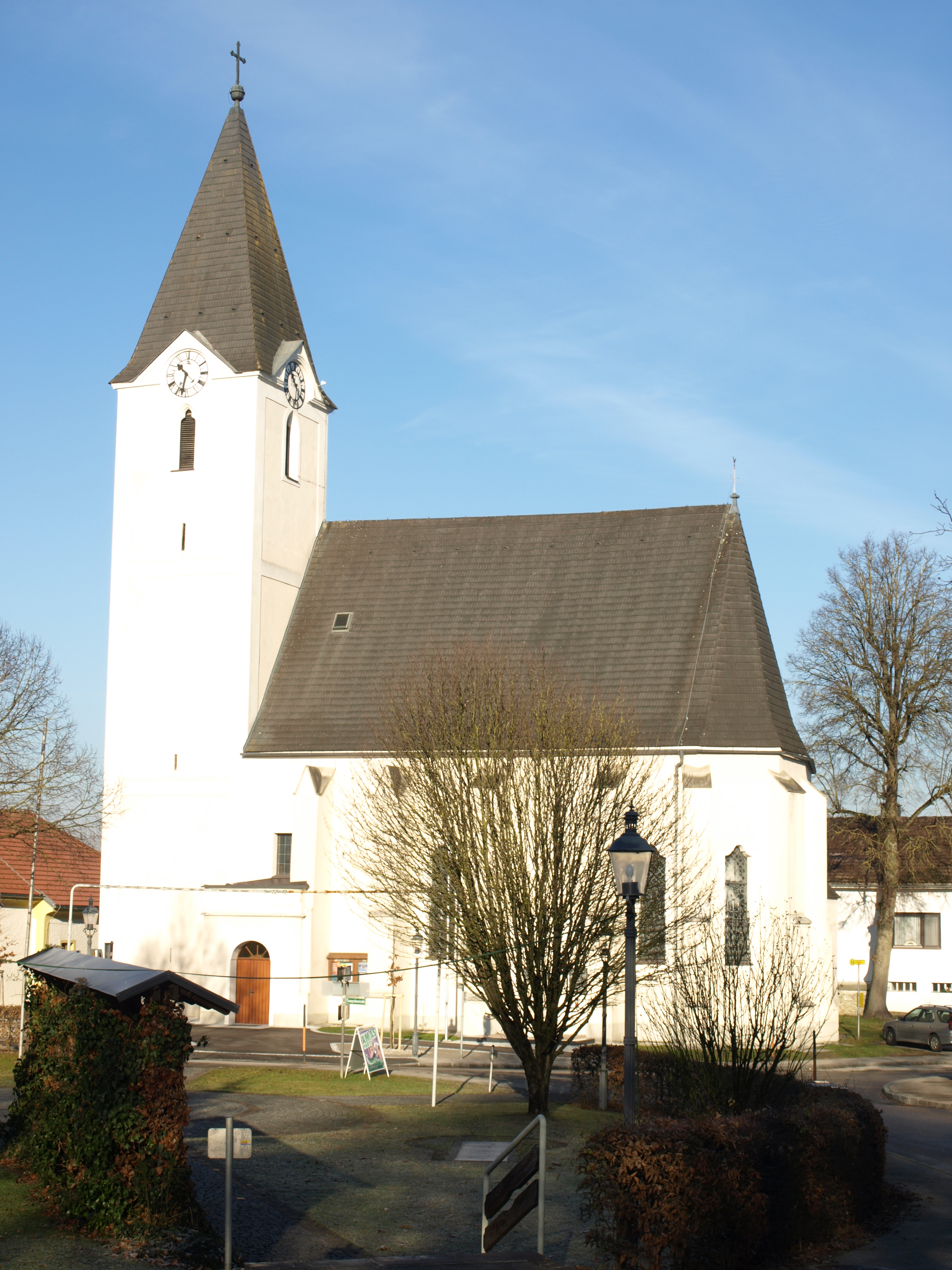
Katholische Pfarrkirche hl. Rupert in Winklarn

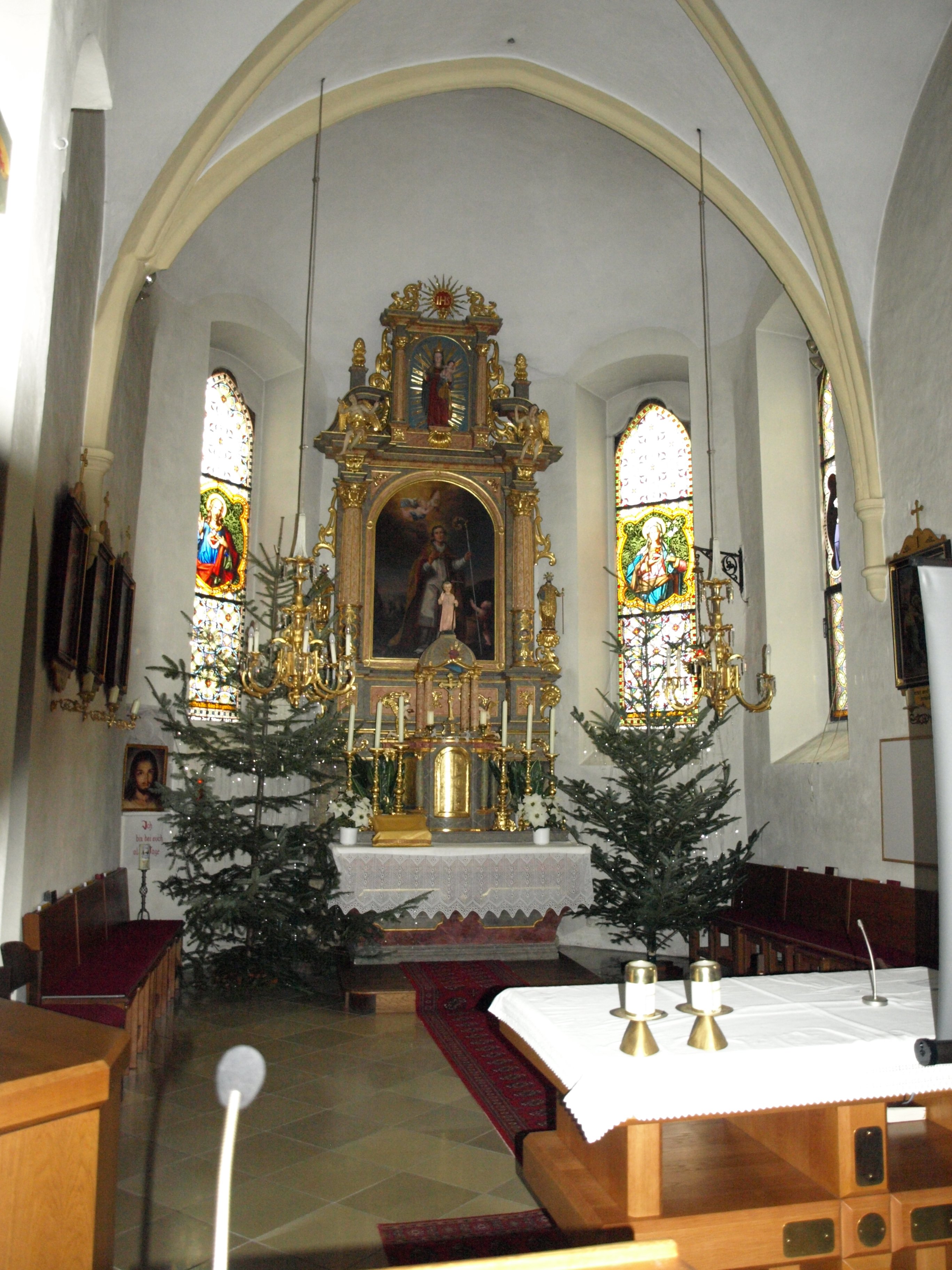
Hauptchor, Blick zum Altar

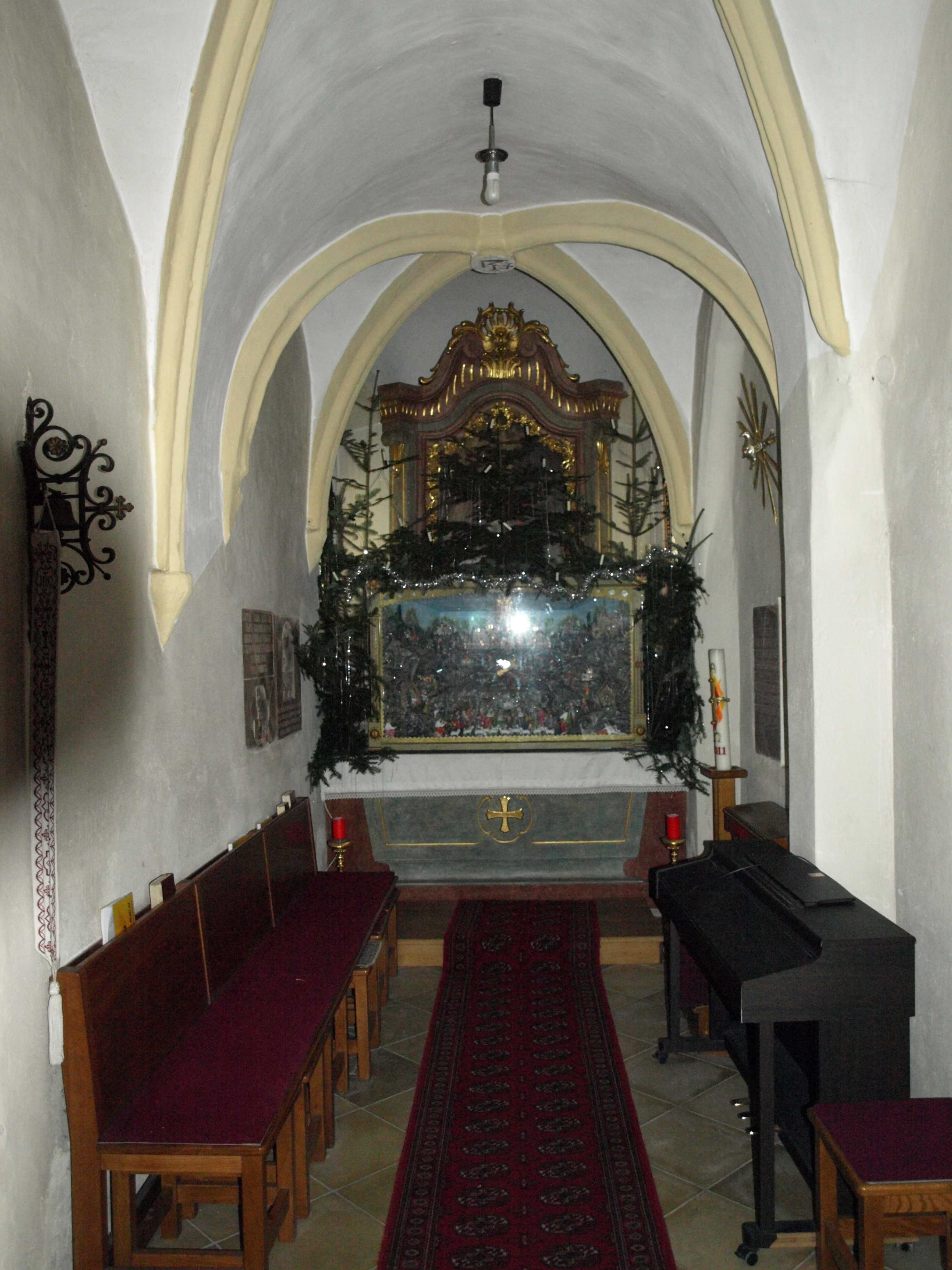
Seitenchor, Blick zum Altar

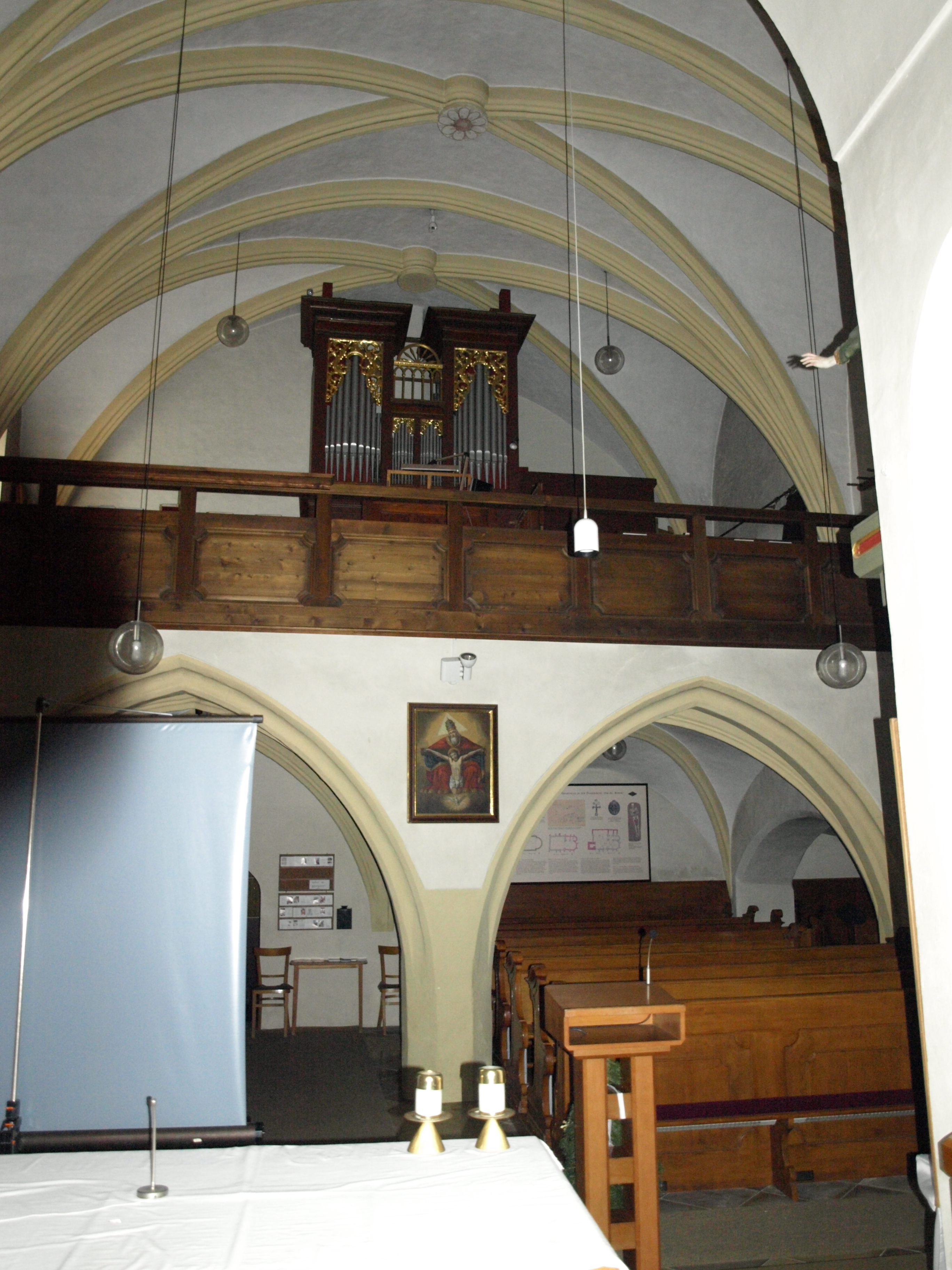
Langhaus, Blick zur Orgelempore

Die Pfarrkirche Winklarn steht mittig im Ort der Gemeinde Winklarn im Bezirk Amstetten in Niederösterreich. Die dem Patrozinium Hll. Rupert von Salzburg unterstellte römisch-katholische Pfarrkirche gehört zum Dekanat Amstetten der Diözese St. Pölten. Die Kirche steht unter Denkmalschutz (Listeneintrag).

## Geschichte
Die Pfarrrechte lagen im 11. Jahrhundert bei der Pfarrkirche Amstetten-St. Stephan. Urkundlich wurde 1190 und 1234 eine Kapelle genannt. 1324 gehörte die Kirche als Klosterpfarre zum Kloster Erla. Im 16. Jahrhundert wurde sie protestantisch und im Jahr 1782 eine eigenständige Pfarre. 1976 erfolgte eine Restaurierung.

## Architektur
Der im Kern romanische Kirchenbau ist eine durch Zu- und Umbauten aus verschiedenen Bauphasen geprägte zweischiffige Kirche mit einem Doppelchor mit einem massiven rechts vor- und etwas eingestellten Westturm.

## Ausstattung
Der Hochaltar als frühbarockes Säulenretabel aus dem zweiten Viertel des 17. Jahrhunderts wurde 1854 neobarock übergangen, er zeigt das Altarblatt hl. Rupert aus dem Anfang des 18. Jahrhunderts und trägt im Auszug eine barocke Statue Madonna vor einem Strahlenkranz, die seitlichen Statuetten sind männliche Heilige, der Tabernakel aus 1721 hat einen neobarocken Baldachinaufsatz. Der Seitenaltar im Nebenchor als spätbarockes Säulenretabel mit einem Volutenschmiegenabschluss wurde 1992 restauriert, er zeigt das Altarblatt Martyrium der hl. Katharina aus 1770/1780.
Die Orgel mit 9 Registern baute Josef Panhuber 1927 in ein Gehäuse aus 1840.

## Grabdenkmäler
- Im Nordchor: Conrad Halbmaier 1622. Zwei weitere Grabsteine nennen 1682 und 1715.